# Astrologie
Nu confundați cu astronomia, studiul științific al obiectelor cerești.
Astrologia este o pseudoștiință conform căreia pozițiile relative ale obiectelor cerești ar putea oferi informații despre personalitatea, relațiile umane și alte probleme legate de viața umană. Astrologia datează cel puțin din al II-lea mileniu î.Hr. și își are rădăcinile în sistemele utilizate pentru a prezice schimbările sezoniere și pentru a interpreta ciclurile cerești ca semne ale comunicărilor divine. Multe culturi au acordat importanță evenimentelor astronomice, iar unele - cum ar fi astrologia mayașă, chineză, hindusă - au dezvoltat sisteme elaborate pentru a prezice evenimentele terestre din observații cerești. Astrologia occidentală, una dintre cele mai vechi sisteme astrologice încă utilizate, își are rădăcinile în Mesopotamia, de unde s-a răspândit în Grecia antică, Roma, lumea arabă și, în cele din urmă în Europa centrală și de Vest. Astrologia occidentală contemporană este adesea asociată cu sisteme de horoscopuri care au scopul de a explica aspecte ale personalității unei persoane și de a prezice evenimente semnificative din viața ei pe baza pozițiilor obiectelor cerești; majoritatea astrologilor profesioniști se bazează pe astfel de sisteme.:83
De-a lungul majorității istoriei sale, astrologia a fost considerată o tradiție savantă și a fost comună în cercurile academice, adesea în strânsă relație cu astronomia, alchimia, meteorologia și medicina. A fost prezentă în cercurile politice și este menționată în diferite lucrări de literatură, de la Dante Alighieri și Geoffrey Chaucer la William Shakespeare, Lope de Vega și Calderón de la Barca. După sfârșitul secolului al XIX-lea și adoptarea pe scară largă a metodei științifice, astrologia a fost puternic contestată, atât din motive teoretice:249; cât și din motive experimentale, și s-a dovedit că nu are validitate științifică sau putere explicativă. Astrologia și-a pierdut astfel poziția academică și teoretică, iar credința comună în ea a scăzut în mare măsură. În timp ce sondajele au demonstrat că aproximativ un sfert dintre americani, britanici și canadieni spun că ei continuă să creadă că pozițiile stelelor și ale planetelor afectează viața lor, astrologia este acum recunoscută ca o pseudoștiință — o credință prezentată incorect ca științifică.

## Etimologie
Cuvântul astrologie provine din cuvântul latin timpuriu astrologia, care derivă din grecescul ἀστρολογία — din ἄστρον/astron („stea”) și -λογία/-logia („studiul” - „socoteala stelelor”). Mai târziu, astrologia și-a schimbat sensul în „predicția stelelor” iar astronomia a fost folosit pentru termenul științific.

## Istorie

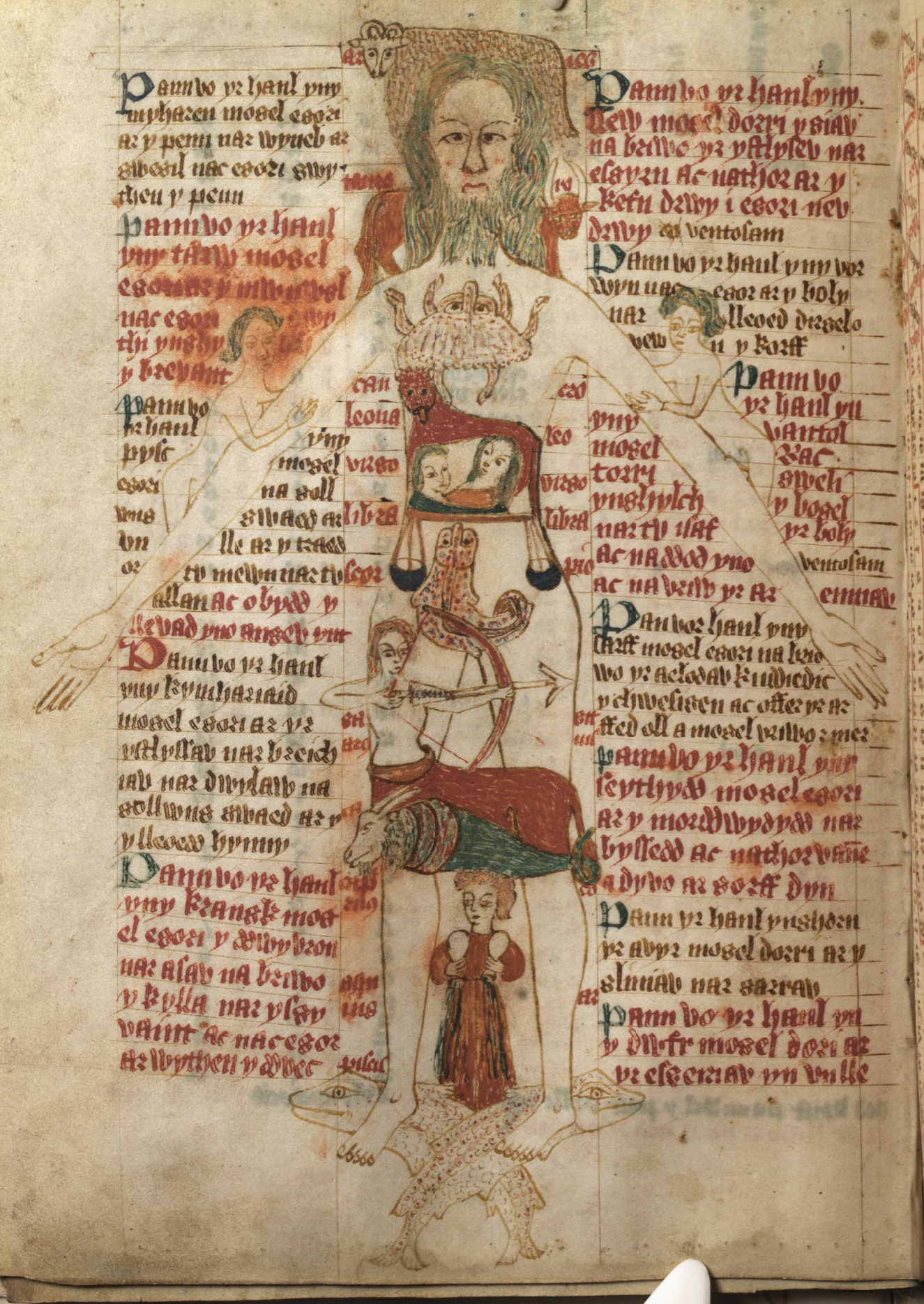
Omul Zodiac, o diagramă a unui corp uman și simboluri astrologice cu instrucțiuni care explică importanța astrologiei dintr-o perspectivă medicală. Dintr-un manuscris din Țara Galilor din secolul XV.

Multe culturi au acordat importanță evenimentelor astronomice, iar indienii, chinezii și mayașii au dezvoltat sisteme elaborate pentru a prezice evenimentele terestre din observații cerești. În Occident, astrologia constă cel mai adesea într-un sistem de horoscopuri care pretinde să explice aspecte ale personalității unei persoane și să prezică evenimente viitoare din viața ei, pe baza pozițiilor soarelui, a lunii și a altor obiecte cerești în momentul nașterii ei. Majoritatea astrologilor profesioniști se bazează pe astfel de sisteme.:83
Astrologia datează cel puțin din al II-lea mileniu î.Hr., cu rădăcini în sistemele utilizate pentru a prezice schimburile sezoniere și pentru a interpreta ciclurile cerești ca semne ale comunicărilor divine. O formă de astrologie a fost practicată în prima dinastie a Mesopotamiei (1950-1651 î.Hr.). Vedāṅga Jyotiṣa este unul dintre cele mai cunoscute texte hinduse despre astronomie și astrologie. Astrologia chineză a fost elaborată în timpul dinastiei Zhou (1046-256 î.Hr.). Astrologia elenistică de după anul 332 î.Hr. a amestecat astrologia babiloniană cu astrologia decanică egipteană din Alexandria, creând astrologia horoscopică. Cucerirea Asiei de către Alexandru cel Mare a permis ca astrologia să se răspândească în Grecia antică și Roma. La Roma, astrologia era asociată cu „înțelepciunea caldeană”. După cucerirea Alexandriei în secolul al VII-lea, astrologia a fost preluată de savanții islamici, iar textele elenistice au fost traduse în arabă și persană. În secolul al XII-lea, textele arabe au fost importate în Europa și traduse în latină. Principalii astronomi, inclusiv Tycho Brahe, Johannes Kepler și Galileo, au practicat ca astrologi la curți. Referințe astrologice apar în literatură în operele unor poeți precum Dante Alighieri și Geoffrey Chaucer și ale unor dramaturgii precum Christopher Marlowe și William Shakespeare.
În cea mai mare parte a istoriei sale, astrologia a fost considerată o tradiție savantă. A fost acceptată în contexte politice și academice și a fost legată de alte studii, cum ar fi astronomia, alchimia, meteorologia și medicina. La sfârșitul secolului al XVII-lea, noile concepte științifice în astronomie și fizică (cum ar fi heliocentrismul și mecanica newtoniană) au pus în discuție astrologia. Astfel, astrologia și-a pierdut poziția academică și teoretică, iar credința comună în astrologie a scăzut în mare măsură.

### Lumea antică

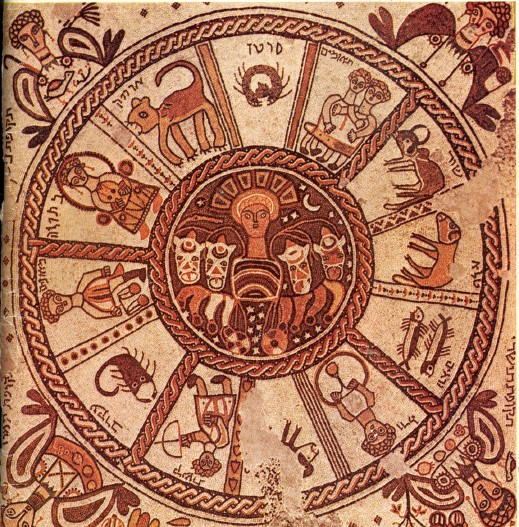
O roată zodiacală din mozaic din secolul al VI-lea într-o sinagogă, care încorporează elemente greco-bizantine, Beit Alpha, Israel

Astrologia, în sensul său cel mai larg, este căutarea sensului pe cer.:2,3 Dovezi timpurii despre oameni care încearcă conștient să măsoare, să înregistreze și să prezică schimbările sezoniere prin referire la ciclurile astronomice, apar ca marcaje pe oase și pe pereții peșterilor, arătând că ciclurile lunare au fost observate  încă de acum 25.000 cu ani în urmă. Acesta a fost un prim pas către înregistrarea influenței Lunii asupra mareelor și râurilor și spre organizarea unui calendar comun. Agricultorii au abordat necesitățile agricole cu o mai bună cunoaștere a constelațiilor care apar în diferite anotimpuri și au folosit mișcarea pe cer a anumitor grupuri stelare pentru a anunța inundații anuale sau activități sezoniere. Până în cel de-al III-lea mileniu î.Hr., civilizațiile dezvoltaseră o conștientizare sofisticată a ciclurilor cerești.
Dovezi împrăștiate sugerează că cele mai vechi referințe astrologice cunoscute sunt copii ale textelor realizate în lumea antică. Se crede că tăblița lui Venus a lui Ammisaduqa a fost realizată în Babilon în jurul anului 1700 î.Hr. Un sul documentând o utilizare timpurie a astrologiei electorale este, fără îndoială, atribuită domniei conducătorului sumerian Gudea (c. 2144 - 2124 î.Hr.). Aceasta descrie modul în care zeii i-au dezvăluit în vis constelațiile care ar fi cele mai favorabile pentru construcția planificată a unui templu. Totuși, există controverse cu privire la faptul că acestea au fost înregistrate cu adevărat la vremea respectivă sau pur și simplu atribuite conducătorilor antici de posteritate. Cele mai vechi dovezi incontestabile ale utilizării astrologiei ca sistem integrat de cunoaștere sunt atribuite primei dinastii din Mesopotamia (1950-1651 î.Hr.). Această astrologie a avut câteva similitudini cu astrologia elenistică, inclusiv zodiacul, un punct normativ de aproape 9 grade în Berbec, aspectul trigonului, și dodekatemoria (cele douăsprezece diviziuni de 30 de grade fiecare). Babilonenii au văzut evenimentele cerești ca semne posibile, mai degrabă decât drept cauze ale evenimentelor fizice.
Sistemul de astrologie chineză a fost elaborat în timpul dinastiei Zhou (1046–256 î.Hr.) și a înflorit în timpul dinastiei Han (sec. II î.Hr. până în sec. II d.Hr.), timp în care toate elementele cunoscute ale culturii tradiționale chineze - filozofia Yin-Yang, teoria celor cinci elemente, Cerul și Pământul, moralitatea confuciană - au fost reunite pentru a oficializa principiile filosofice ale medicinei chineze și ale divinării, astrologiei și alchimiei.

#### Obiecții antice

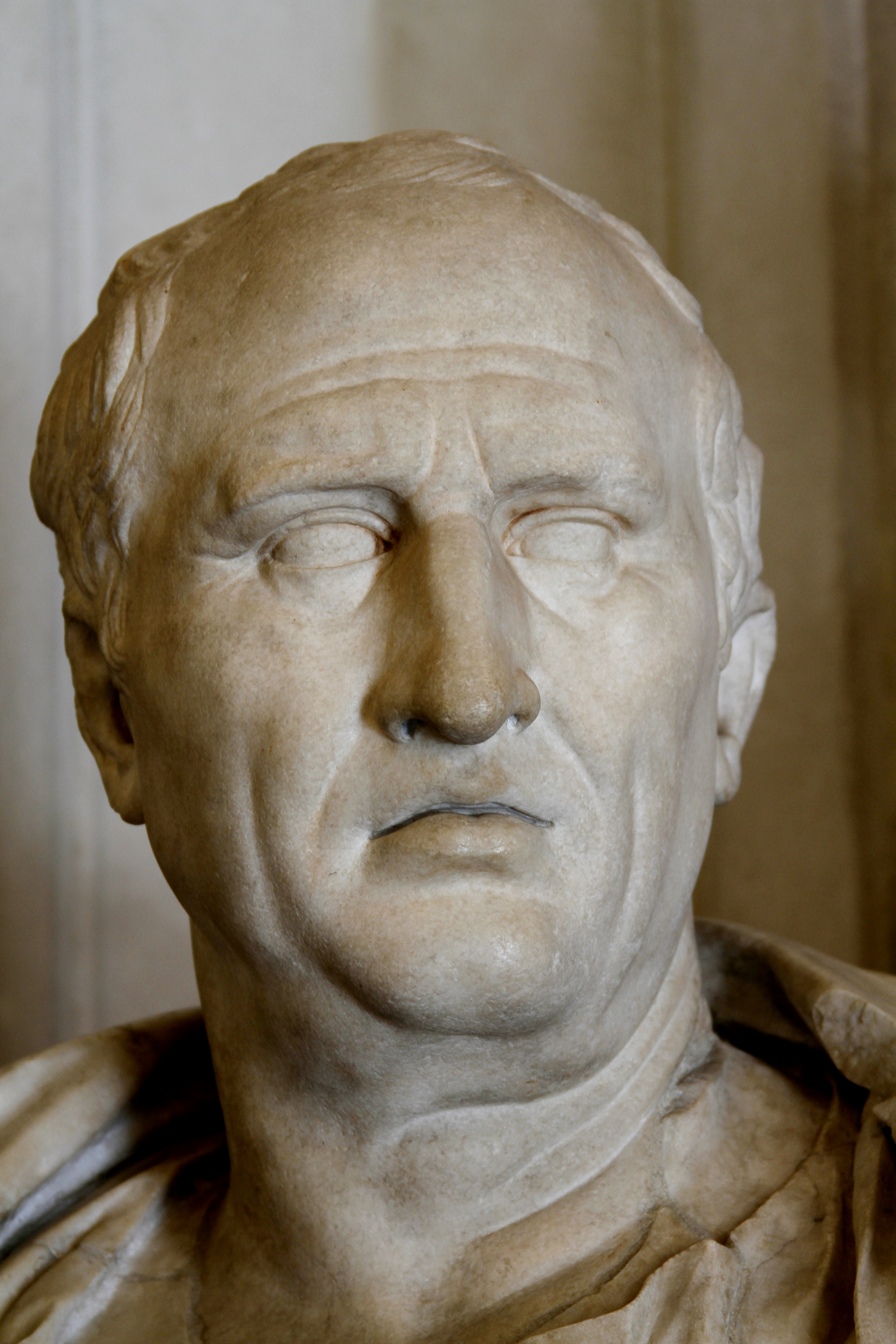
Oratorul roman Cicero s-a opus astrologiei

Cicero a emis obiecția gemenilor (conform căreia în cazul persoanelor cu momente de naștere apropiate, rezultatele personale pot fi foarte diferite), dezvoltată ulterior de Sfântul Augustin. El a susținut că, din moment ce celelalte planete sunt mult mai îndepărtate de Pământ decât Luna, acestea ar putea avea doar o influență foarte mică în comparație cu cea a Lunii. De asemenea, a susținut că, dacă astrologia explică totul despre soarta unei persoane, atunci ignoră în mod greșit efectul vizibil al capacității parentale moștenite, modificările asupra stării sănătății de către medicină sau efectele vremii asupra oamenilor.
Plotin a susținut că, deoarece stelele fixe sunt mult mai îndepărtate decât planetele, este ridicol să ne imaginăm că efectul planetelor asupra activităților umane ar trebui să depindă de poziția lor față de zodiac. El susține că interpretarea conjuncției Lunii cu o planetă ca bună atunci când luna este plină, dar rea atunci când Luna este în scădere, este în mod clar greșit, deoarece din punctul de vedere al Lunii, jumătate din suprafața sa este întotdeauna în lumina soarelui. Favorinus a susținut că este absurd să ne închipuim că stelele și planetele ar afecta corpurile umane în același mod în care acestea afectează mareele, și la fel de absurd că mișcările mici din ceruri provoacă schimbări mari în destinele oamenilor. Sextus Empiricus a susținut că este absurd să legăm atributele umane cu miturile despre semnele zodiacului. Carneades a considerat că prin astrologie sunt negate liberul arbitru și moralitatea; că oamenii născuți în momente diferite pot muri cu toții în același accident sau bătălie; și că, contrar influențelor uniforme de la stele, triburile și culturile sunt toate diferite.

### Egiptul elenistic

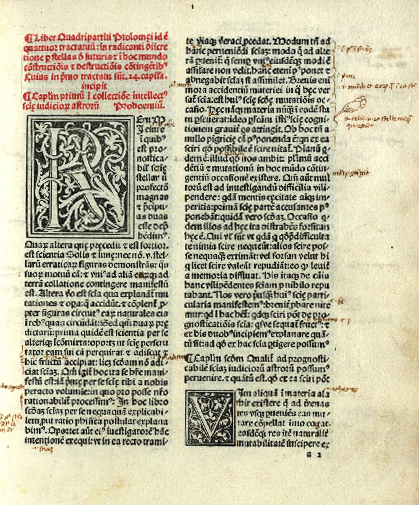
Copie din 1484 a primei pagini a Tetrabiblos de Ptolemeu, tradusă în latină de către Platon din Tivoli.

În 525 î.Hr., Egiptul a fost cucerit de perși. Zodiacul egiptean Dendera din secolul I î.Hr. împarte două semne - Balanța și Scorpionul - cu astrologia mesopotamiană.
Odată cu ocupația de către Alexandru cel Mare în 332 î.Hr., Egiptul a devenit elenistic. Orașul Alexandria a fost fondat de Alexandru după cucerire, devenind locul în care astrologia babiloniană a fost amestecată cu astrologia decanică egipteană pentru a crea astrologia horoscopică. Aceasta conținea zodiacul babilonian cu sistemul său de exaltări planetare, triplicitatea semnelor și importanța eclipselor. Ea a folosit conceptul egiptean de împărțire a zodiacului în treizeci și șase de decanii de zece grade fiecare, cu accent pe decanii în creștere, și sistemul grecesc al zeilor planetari, regula semnelor și cele patru elemente. Textele secolului al II-lea î.Hr. prevăd pozițiile planetelor în semnele zodiacale în momentul creșterii anumitor decanuri, în special Sothis. Astrologul și astronomul Ptolemeu trăia în Alexandria. Opera lui Ptolemeu, Tetrabiblos a stat la baza astrologiei occidentale și, „...s-a bucurat aproape de autoritatea unei Biblii printre scriitorii astrologi timp de o mie de ani sau mai mult”.

### Grecia și Roma
Cucerirea Asiei de către Alexandru cel Mare i-a expus pe greci ideilor din Siria, Babilon, Persia și Asia centrală. În jurul anului 280 î.Hr., Berossus, un preot din Babilon, s-a mutat în insula greacă Kos, predând astrologia și cultura babiloniană. Până în secolul I î.Hr., existau două varietăți de astrologie: una folosind horoscopuri pentru a descrie trecutul, prezentul și viitorul, cealaltă, teurgică, accentuând ascensiunea sufletului spre stele. Influența greacă a jucat un rol crucial în transmiterea teoriei astrologice la Roma.Influența greacă a jucat un rol crucial în transmiterea teoriei astrologice în Roma.
Prima referință certă la astrologie din Roma provine de la oratorul Cato cel Bătrân, care, în 160 î.Hr. i-a avertizat pe agricultori să se consulte cu caldeii, care au fost descriși drept „cititori în stele” babilonieni. Atât la greci, cât și la romani, Babilonia (cunoscută și sub numele de Caldeea) a devenit atât de identificată cu astrologia, încât „înțelepciunea caldeană” a devenit sinonimă cu prezicerea folosind planete și stele. Poetul și satiristul roman Juvenal din secolul al II-lea, se plânge de influența omniprezentă a caldeenilor, spunând: „Încă mai încrezători sunt caldeenii; fiecare cuvânt rostit de astrologul pe care îl vor crede a provenit de la fântâna lui Hamon”.
Unul dintre primii astrologi care a adus astrologia ermetică la Roma a fost Thrasyllus, astrolog al împăratului Tiberius, primul împărat care a avut astrolog de curte, deși predecesorul său, Augustus, a folosit astrologia pentru a-și legitima drepturile imperiale.

### Lumea medievală

#### Hinduism
Principalele texte pe care se bazează astrologia clasică indiană sunt compilări medievale timpurii, în special Bṛhat Parāśara Horāśāstra și Sārāvalī de Kalyāṇavarma.  Horāshastra este o lucrare compusă din 71 de capitole, din care prima parte (capitolele 1–51) datează din secolele VII până la începutul secolului al VIII-lea și a doua parte (capitolele 52–71) până la sfârșitul secolului al VIII-lea. Sārāvalī datează din jurul anului 800 d.Hr.

#### Islamism

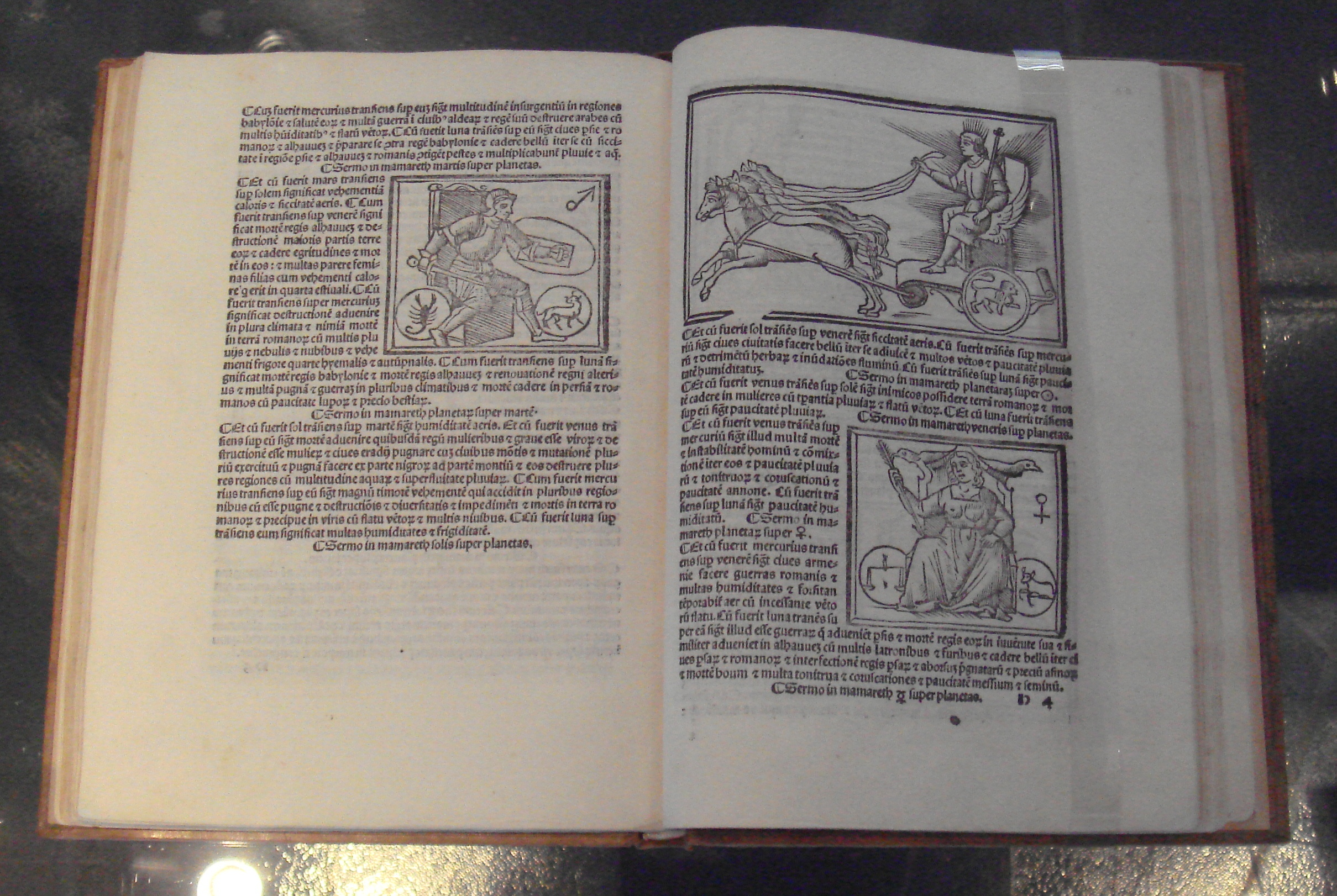
Traducerea latină a cărții lui Abū Maʿshar, De Magnis Coniunctionibus („Despre conjuncțiile mari”), Veneția, 1515

Astrologia a fost preluată de învățații islamici după căderea Alexandriei în mâinile arabilor în secolul al VII-lea și fondarea imperiului Abbasid în secolul al VIII-lea. Al doilea calif abbasid, Al Mansur (754-775) a fondat orașul Bagdad pentru a acționa ca un centru de învățare, și a inclus în proiectul său o bibliotecă a traducerilor cunoscută sub numele de  Bayt al-Hikma, "Casa înțelepciunii". Moștenitorii califului au continuat să dezvolte bibloteca și s-a dat un impuls major pentru traduceri în araba persană a textelor astrologice elenistice.
Printre primii traducători s-au numărat Mashallah și Sahl ibn Bishr, (a.k.a. Zael), ale căror texte au influențat direct astrologii europeni de mai târziu, cum ar fi Guido Bonatti în secolul al XIII-lea și William Lilly în secolul al XVII-lea. Cunoașterea textelor arabe a început să fie importată în Europa în timpul traducerilor latine din secolul al XII-lea.

#### Europa

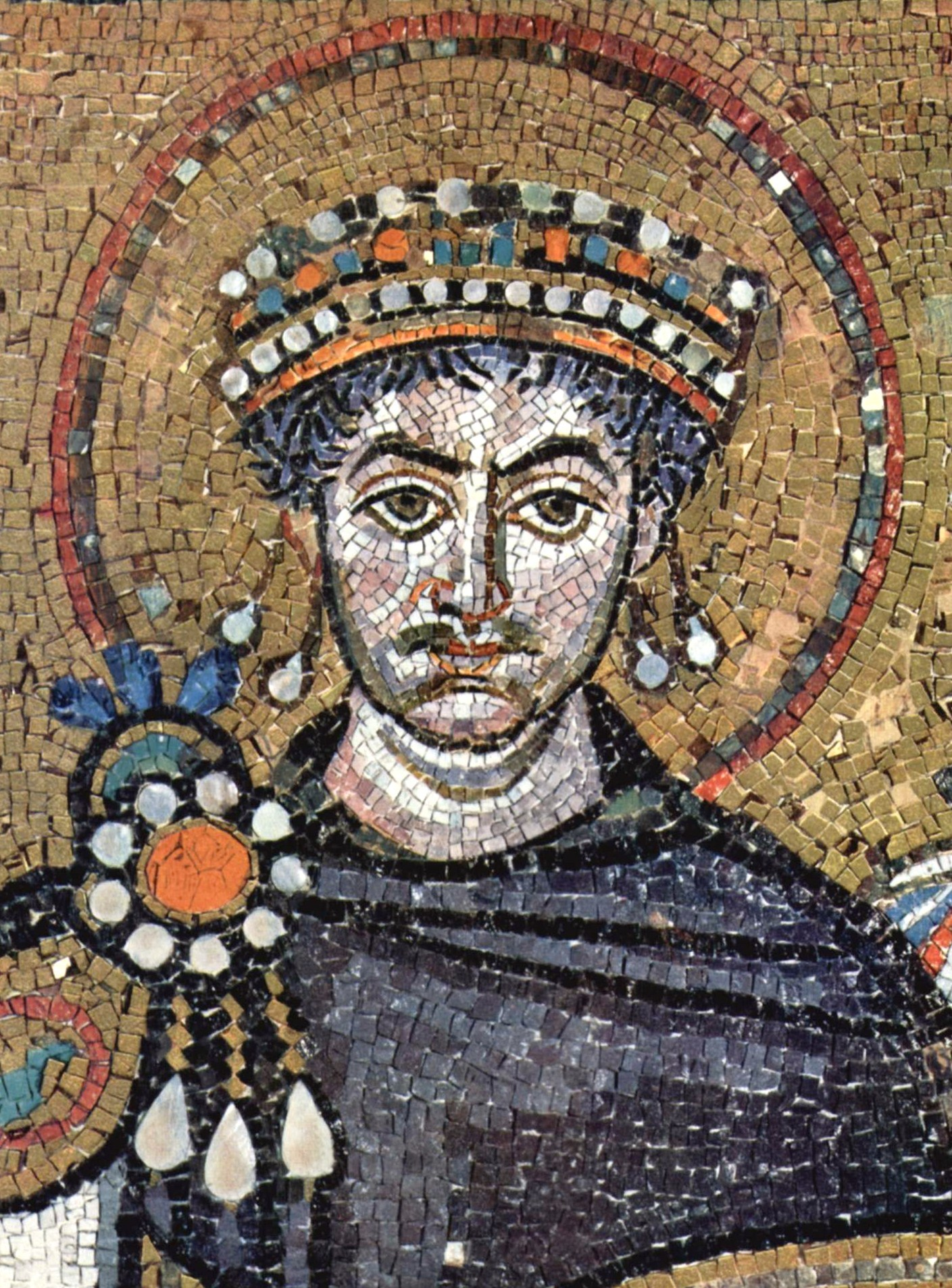
Dante Alighieri îl întâlnește pe împăratul Iustinian în Sfera lui Mercur, în Canto 5 din Paradiso

Prima carte astrologică publicată în Europa a fost Liber Planetis et Mundi Climatibus („Cartea planetelor și regiunilor lumii”), care a apărut între 1010 și 1027 d.Hr. și este posibil să fi fost scrisă de Gerbert de Aurillac. Lucrarea Tetrabiblos din secolul al II-lea a lui Ptolomeu a fost tradusă în latină de Platon din Tivoli în 1138. Teologul dominican Toma de Aquino l-a urmat pe Aristotel în a propune ca stelele să conducă corpul „sublunar” imperfect, în timp ce încerca să împace astrologia cu creștinismul afirmând că Dumnezeu conduce sufletul. Se spune că matematicianul din secolul al XIII-lea Campanus din Navara a conceput un sistem de case astrologice care împarte prima verticală în „case” cu arce egale de 30°, deși sistemul a fost folosit mai devreme în est. Astronomul Guido Bonatti care a trăit în secolul al XIII-lea a scris un manual, Liber Astronomicus; o copie a acestuia a fost deținută de regele Henric al VII-lea al Angliei la sfârșitul secolului al XV-lea.
În Paradiso , partea finală a Divinei Comedii, poetul italian Dante Alighieri s-a referit „cu nenumărate detalii” la planetele astrologice, deși a adaptat astrologia tradițională pentru a se potrivi cu punctul său de vedere creștin; de exemplu, a folosit gândirea astrologică în profețiile sale despre reforma creștinătății. 

#### Obiecții medievale

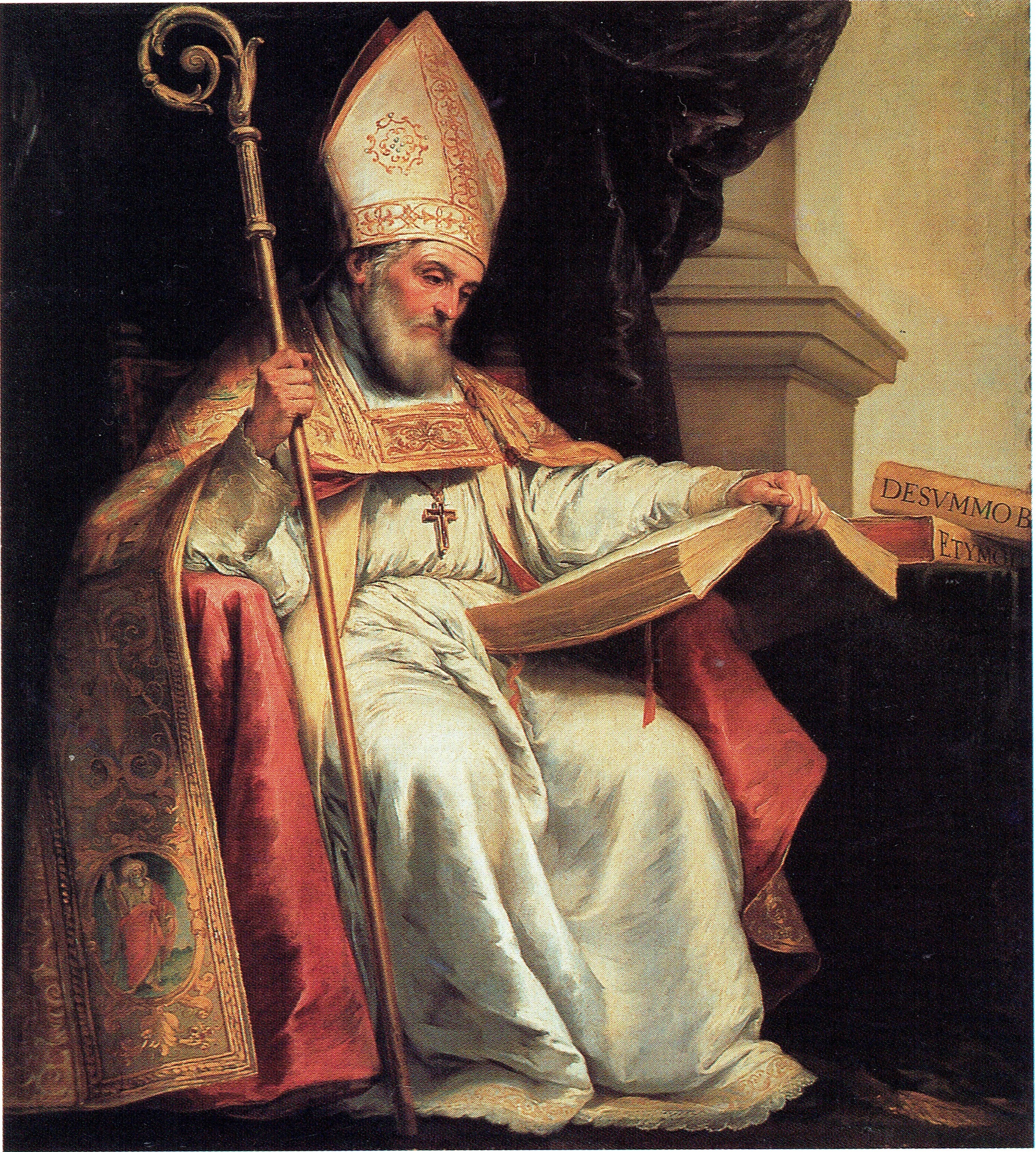
Teologul medieval Isidor din Sevilla a criticat partea predictivă a astrologiei

În secolul al VII-lea, Isidor din Sevilla a argumentat în cartea sa Etymologiae că astronomia descrie mișcările cerurilor, în timp ce astrologia are două părți: una științifică, care descrie mișcările soarelui, ale lunii și ale stelelor, în timp ce cealaltă, care face predicții, este eronată din punct de vedere teologic.  În schimb, în secolul al XIV-lea, poetul englez John Gower a definit astrologia ca fiind esențial limitată la realizarea predicțiilor. Influența stelelor a fost la rândul ei împărțită în astrologie naturală, cu efecte de exemplu asupra mareelor și creșterii plantelor și astrologie judiciară, cu efecte presupuse previzibile asupra oamenilor. Scepticul din secolul al XIV-lea, Nicole Oresme a inclus astronomia ca parte a astrologiei în lucrarea sa Livre de divinacions. Oresme a susținut că abordările actuale de predicție a evenimentelor, cum ar fi ciumele, războaiele și vremea erau necorespunzătoare, dar că o astfel de predicție oferă un câmp valid de investigații. El a atacat utilizarea astrologiei pentru a alege momentul acțiunilor (așa-numitele interogări și alegeri) ca fiind complet false și a respins determinarea acțiunii umane de către stele pe motive de liber arbitru. Călugărul Laurens Pignon (c. 1368–1449) a respins în mod similar toate formele de predicție și determinism în lucarea sa din 1411 Contre les Devineurs. Aceasta a fost în opoziție cu tradiția dezvoltată de astronomul arab Albumasar (787-886) în ale cărui cărți, Introductorium in Astronomiam și De Magnis Coniunctionibus a susținut ideea că atât acțiunile individuale, cât și istoria la scară mai mare sunt determinate de stele.
La sfârșitul anilor 1400, Giovanni Pico della Mirandola a atacat cu forță astrologia în Disputationes contra Astrologos, argumentând că cerurile nu au provocat și nu au vestit evenimente pământești. Contemporanul său, Pietro Pomponazzi, un „gânditor raționalist și critic” a fost mult mai sanguin în privința astrologiei și a criticat atacul lui Pico.

### Renașterea și începuturile perioadei moderne

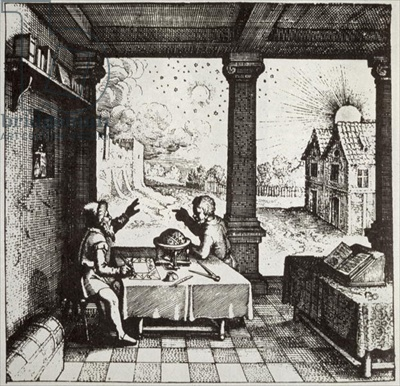
„Un astrolog citind un horoscop” din cartea Utriusque Cosmi Historia a lui Robert Fludd, 1617

Cărturarii Renașterii au practicat în mod obișnuit astrologia. Gerolamo Cardano a făcut horoscopul regelui Eduard al VI-lea al Angliei, în timp ce John Dee a fost astrologul personal al reginei Elisabeta I a Angliei. Caterina de Medici l-a plătit pe Nostradamus în 1566 pentru a verifica prezicerea morții soțului ei, regele Henric al II-lea al Franței, făcută de astrologul ei, Lucus Gauricus. Printre principalii astronomi care practicau ca astrologi de curte s-au numărat: Tycho Brahe la curtea regală a Danemarcei, Johannes Kepler la Habsburgi, Galileo Galilei la Medici și Giordano Bruno care a fost ars pe rug pentru erezie la Roma în 1600. Distincția dintre astrologie și astronomie nu era în întregime clară. Progresele în astronomie erau adesea motivate de dorința de a îmbunătăți acuratețea astrologiei.
Efemeridele cu calcule astrologice complexe și almanahurile care interpretează evenimente cerești pentru utilizare în medicină și pentru alegerea timpurilor pentru plantarea culturilor, au fost populare în Anglia elisabetană. În 1597, matematicianul și medicul englez Thomas Hood a realizat un set de instrumente de hârtie care au folosit suprapuneri rotative pentru a ajuta studenții să stabilească relațiile dintre stelele fixe sau constelații și cele douăsprezece case astrologice. Instrumentele lui Hood au ilustrat, de asemenea, în scopuri pedagogice, presupuse relații dintre semnele zodiacului, planete și părțile corpului uman despre care se credea că erau guvernate de planete și semne. În timp ce prezentarea lui Hood a fost inovatoare, informațiile sale astrologice au fost în mare parte standard și au fost preluate de pe discul astrologic al lui Gerard Mercator realizat în 1551, sau o sursă folosită de Mercator.
Astrologia engleză a atins apogeul în secolul al XVII-lea. Astrologii au fost teoreticieni, cercetători și tehnicieni sociali, oferind consiliere individuală tuturor de la monarhi în jos. Printre altele, astrologii au afirmat că sunt în măsură să dea sfaturi cu privire la cel mai bun moment pentru a face o călătorie sau pentru recoltarea culturilor, pentru a diagnostica și a prescrie boli fizice sau psihice și a prezice catastrofele naturale. Aceasta a stat la baza unui sistem în care totul - oamenii, lumea, universul - au fost înțelese ca fiind interconectate, iar astrologia a coexistat fericit cu religia, magia și știința.

### Iluminismul și perioada ulterioară

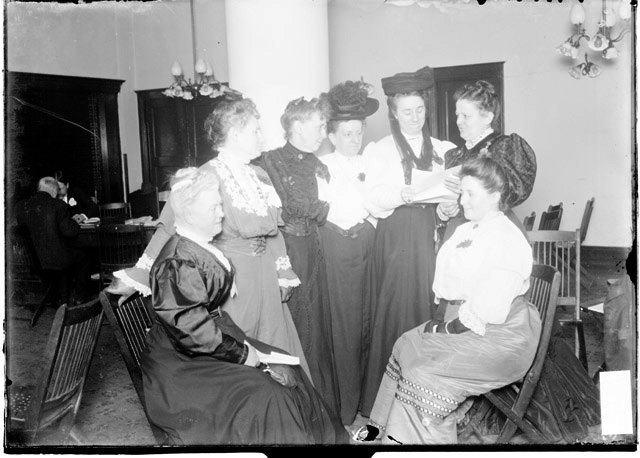
Femei din clasa de mijloc din Chicago discutând despre spiritualism (1906)

În timpul Iluminismului, simpatia intelectuală pentru astrologie a dispărut, lăsând doar o urmă populară susținută de almanahuri ieftine. Englezul Richard Saunders a urmat spiritul epocii prin tipărirea unui discurs deriziv Discourse on the Invalidity of Astrology, în timp ce în Franța, Dictionnaire din 1697 a lui Pierre Bayle afirma că subiectul era pueril. Satiristul anglo-irlandez Jonathan Swift l-a ridiculizat pe astrologul politic John Partridge.
Astrologia a cunoscut o renaștere populară începând din secolul al XIX-lea, ca parte a unei revigorări generale a spiritualismului și, mai târziu, a filosofiei New Age,:239–249 și prin influența mass-media, cum ar fi horoscopurile ziarelor.:259–263 La începutul secolului XX, psihiatrul Carl Jung a dezvoltat câteva concepte referitoare la astrologie, care au dus la dezvoltarea astrologiei psihologice.:251–256;

## Principii și practică
Susținătorii au definit astrologia ca un limbaj simbolic, o formă de artă, o știință și o metodă de predicție. Deși majoritatea sistemelor de astrologie culturală au rădăcini comune în filosofiile antice care s-au influențat reciproc, multe folosesc metode care diferă de cele din Occident. Acestea includ astrologia hindusă (cunoscută și sub denumirea de „astrologie indiană” și în vremurile moderne, denumită „astrologie vedică”) și astrologia chineză, ambele influențând istoria culturală a lumii.

## Analiză și critică științifică

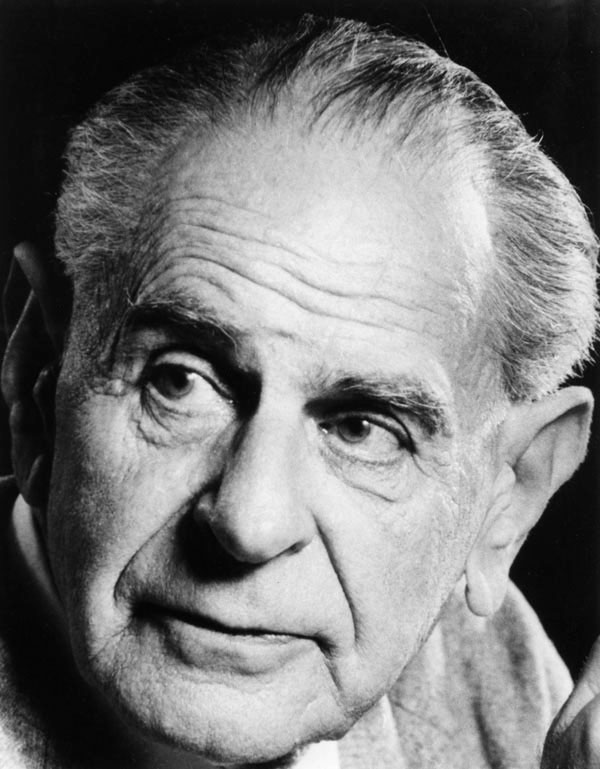
Popper a propus falsificarea ca ceva care distinge știința de non-știință, folosind astrologia ca exemplu al unei idei care nu s-a ocupat de falsificare în timpul experimentului

Comunitatea științifică respinge astrologia ca neavând nici o putere explicativă pentru descrierea universului și o consideră o pseudoștiință.:1350 Au fost efectuate teste științifice ale astrologiei și nu a fost găsită nici o dovadă care să susțină vreuna dintre premise sau efecte pretinse în tradițiile astrologice.:424; Nu există nici un mecanism propus prin care pozițiile și mișcările stelelor și ale planetelor să poată afecta oamenii și evenimentele de pe Pământ care să nu contrazică aspectele de bază ale biologiei și fizicii.:249; Cei care continuă să aibă credință în astrologie au fost caracterizați ca făcând asta „... în ciuda faptului că nu există o bază științifică verificată pentru credințele lor ba chiar există puternice dovezi contrare”.
Biasul de confirmare este o formă de prejudecată cognitivă, un factor psihologic care contribuie la credința în astrologie.:344;:180–181;:42–48:553 Cei care cred în astrologie tind să își amintească selectiv predicțiile care se dovedesc adevărate și nu-și amintesc de cele care se dovedesc false. O altă formă, separată, de bias de confirmare joacă, de asemenea, un rol, în care, adesea, cei care cred în astrologie nu reușesc să distingă între mesajele care demonstrează o abilitate specială și cele care nu.:180–181 Astfel, există două forme distincte de bias de confirmare care sunt studiate în ceea ce privește credința astrologică.:180–181